# Strossmayerovo náměstí
Strossmayerovo náměstí (lidově Štrosmajerák, Štrosmajrák nebo Štros(s)) je náměstí a důležitý dopravní uzel v pražských Holešovicích, či přesněji v někdejších Bubnech.
Na podzim 2007 prošlo náměstí rekonstrukcí, kdy byla jeho jižní část změněna v pěší zónu a kompletně byla také vyměněna dlažba.

## Název

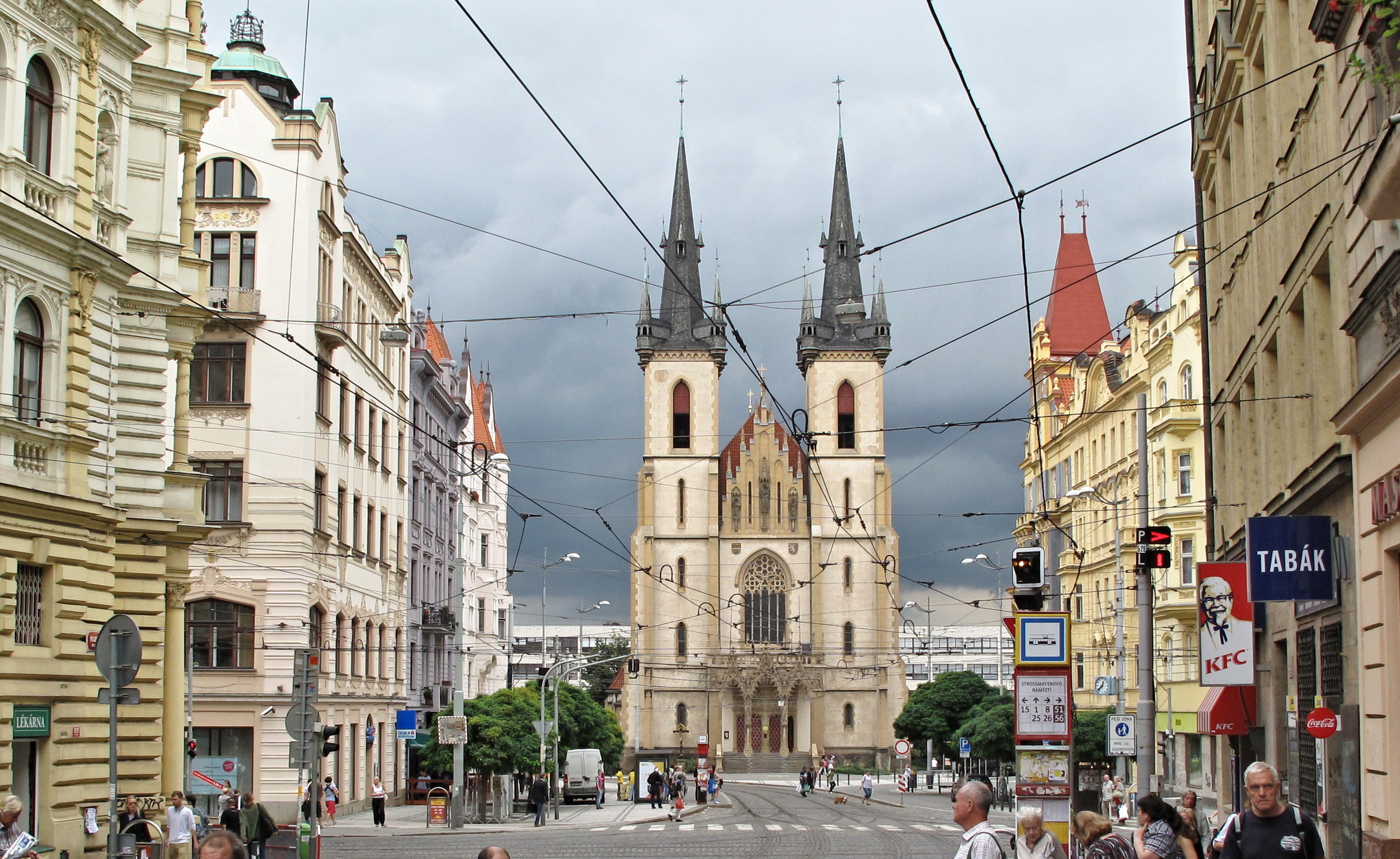
Přirozenou dominantou východní strany náměstí je kostel sv. Antonína z Padovy (2007)

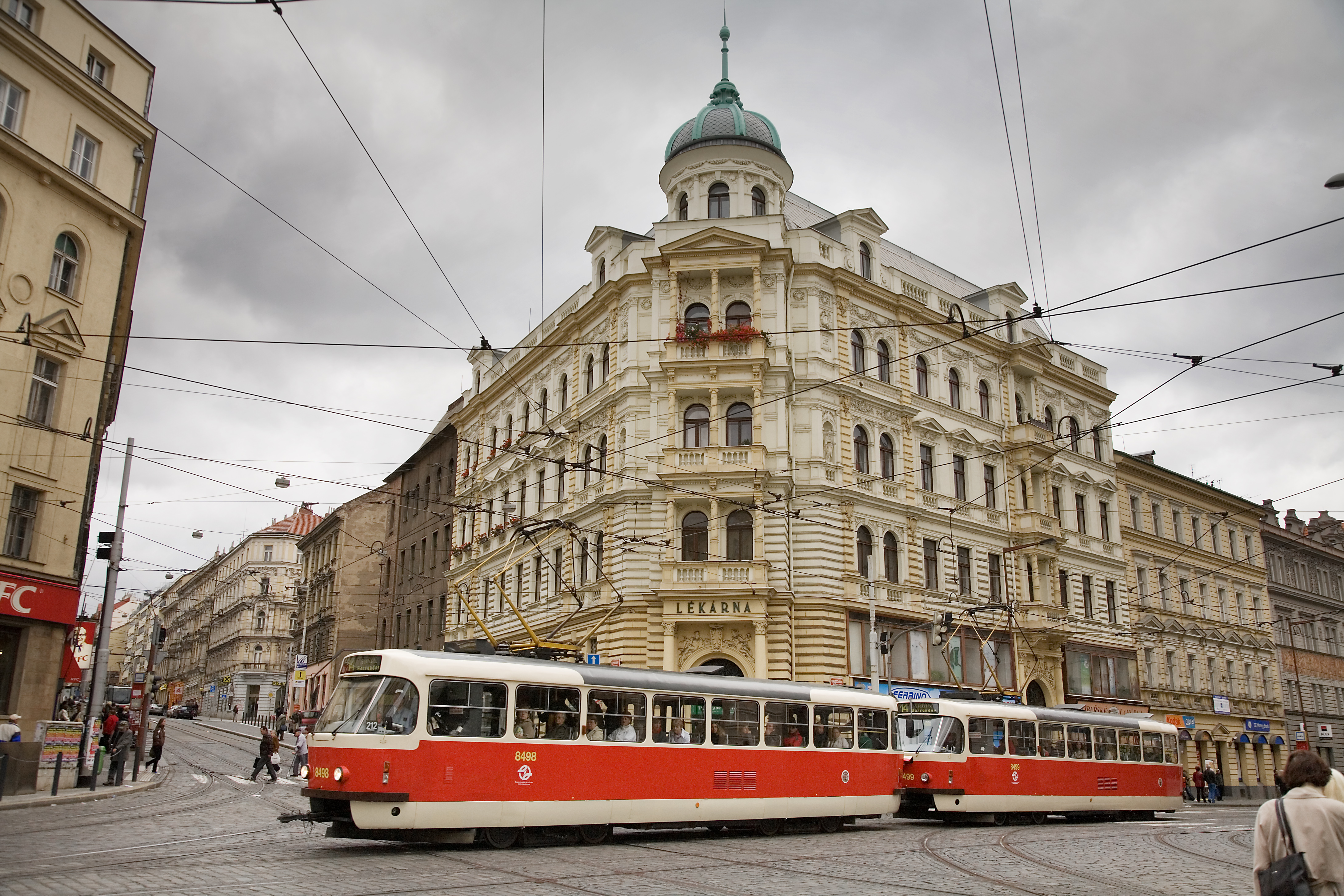
Náměstí a tramvaj

V letech 1908 až 1925 se náměstí jmenovalo Bubenské náměstí. Do té doby se zdejšímu prostoru lidově říkalo Před kostelem. V roce 1925 bylo na počest chorvatského biskupa, obrozence, podporovatele vztahů s Čechy a čestného občana Prahy Josipa Juraje Strossmayera přejmenováno Strossmayerovo náměstí a tento název neslo bez přerušení za okupace i po únoru 1948. Současně roku 1925 vznikla Strossmayerova ulice vedoucí k severu z dolního okraje náměstí (až pod kostelem), roku 1947 přejmenovaná Farského. (Od roku 1906 existovaly také Strossmayerovy ulice v Podolí a Karlíně, připojených k Velké Praze roku 1922; karlínská byla už roku 1933 přejmenována na Hybešovu, podolská během okupace byla přejmenována Veitmilova a roku 1947 v rámci odstraňování duplicit Nad sokolovnou.)
Poté, co 5. srpna 1961 zemřel komunistický ideolog a ministr Václav Kopecký, na přelomu srpna a září ÚV KSČ a vláda ČSSR „na základě návrhů pracujících a společenských organizací“ rozhodly pojmenovat po něm několik institucí „a Strossmayerovo náměstí v Praze“. V neděli 24. září tak bylo na slavnostním shromáždění za účasti primátora Svobody přejmenováno náměstí Václava Kopeckého (někdy se užívalo též stručnější Kopeckého náměstí). 
Název Strossmayerovo náměstí se vrátil v r. 1968.
14. února 2017 byla na náměstí (dům čp./čo. 987/3 nad rohem s Janovského) instalována Strossmayerovi pamětní deska. Desku odhalili předseda chorvatského parlamentu Božo Petrov a starosta Prahy 7 Jan Čižinský.

## Doprava
Náměstí je významná dopravní křižovatka). Je to jedna ze tří tramvajových křižovatek v Praze, kde lze odbočit všemi směry a vede zde mnoho linek včetně jedné autobusové. Jižní část náměstí byla v roce 2007 přeměněna na pěší zónu.

## Významné budovy
- pozdní pseudogotický kostel sv. Antonína z Padovy, východní strana, postaven v letech 1908–1911
- bývalá reálka, později gymnázium na Strossmayerově náměstí (dnes základní škola); dříve v ní byla kaple bubenské reálky

## Okolí
- Bike to Heaven (cyklistický pomník)
- Budova Elektrických podniků
- Holešovické lázně
- Husův sbor (Holešovice) (s velkým kolumbáriem)
- Milady Horákové (ulice v Praze)
- Vltavská (stanice metra)

## Zajímavosti
- Skutečnosti, že Strossmayerovo náměstí bylo v letech 1961–1968 přejmenováno na Kopeckého náměstí, využil Jaroslav Dietl při psaní scénáře seriálu Nemocnice na kraji města, když lékaře, jehož roli v seriálu hrál Miloš Kopecký, pojmenoval dr. Štrosmajer.[8]
- Na tramvajové zastávce Strossmayerovo náměstí spáchala v roce 1973 svůj atentát Olga Hepnarová, poslední v Československu popravená žena.